# Adrall
Adrall es una entidad de población perteneciente al municipio de Ribera de Urgellet, comarca del Alto Urgel.
El pueblo se ubica en una llanada junto a la ribera del río Segre. Es uno de los extremos de la carretera autonómica C-14, en donde enlaza con la carretera  N-260 , uno de los ejes pirenáicos, que lleva a Seo de Urgel.

## Monumentos
La iglesia de Sant Pere, ubicada en la zona noreste, tiene en la fachada una portada de dovelas y posee una torre campanario. El camino real atravesaba el río Segre por un puente de madera. Ahí estuvo el castillo de Adrall, el cual, si bien en 1278 pasó a depender nominalmente de la diócesis de Urgel al vizcondado de Castellbó, ello no se hizo finalmente efectivo.

## Historia
Hacia finales de la Guerra Civil, Adrall fue sede del cuartel general de la División 24, comandada por Antonio Ortiz, militante de la CNT.

## Economía
Su economía se basa en la agricultura, en la ganadería bovina y en el turismo (restauración y alojamientos, con restaurantes, fondas y casas de turismo rural).
A principios del siglo XX en la localidad estuvo funcionando una central térmica a base de lignito procedente de una antiguas minas de carbón ubicadas en el término de Adrall.

## Imágenes

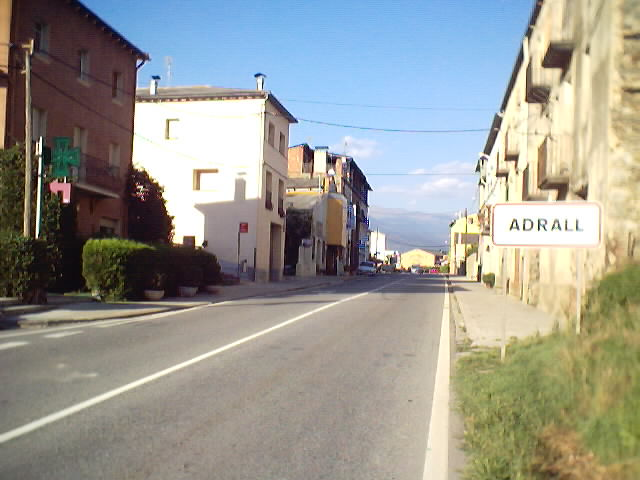
Entrada sur donde confluyen las carreteras N-260 y C-14
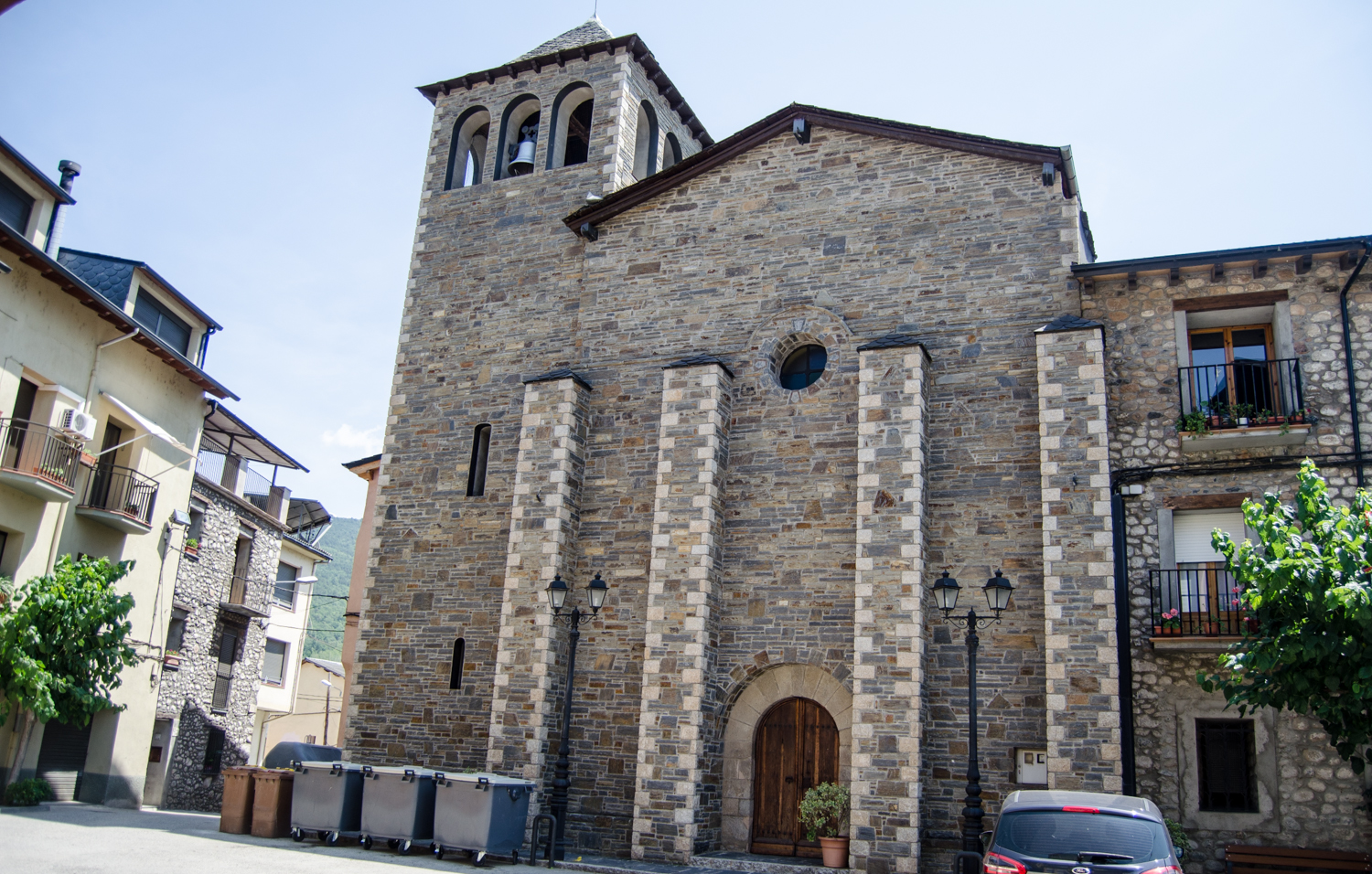
Iglesia de Sant Pere
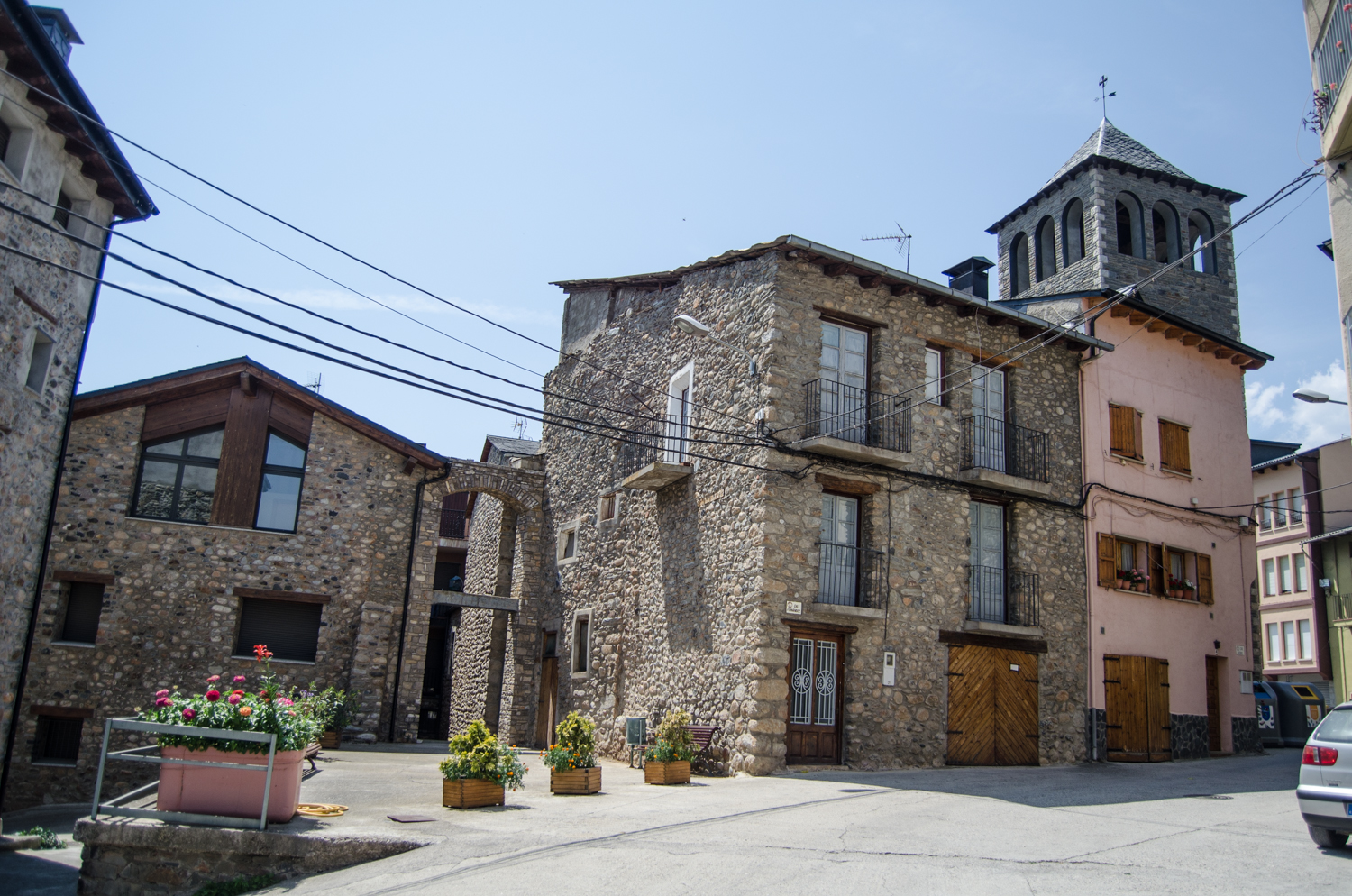
Plaza
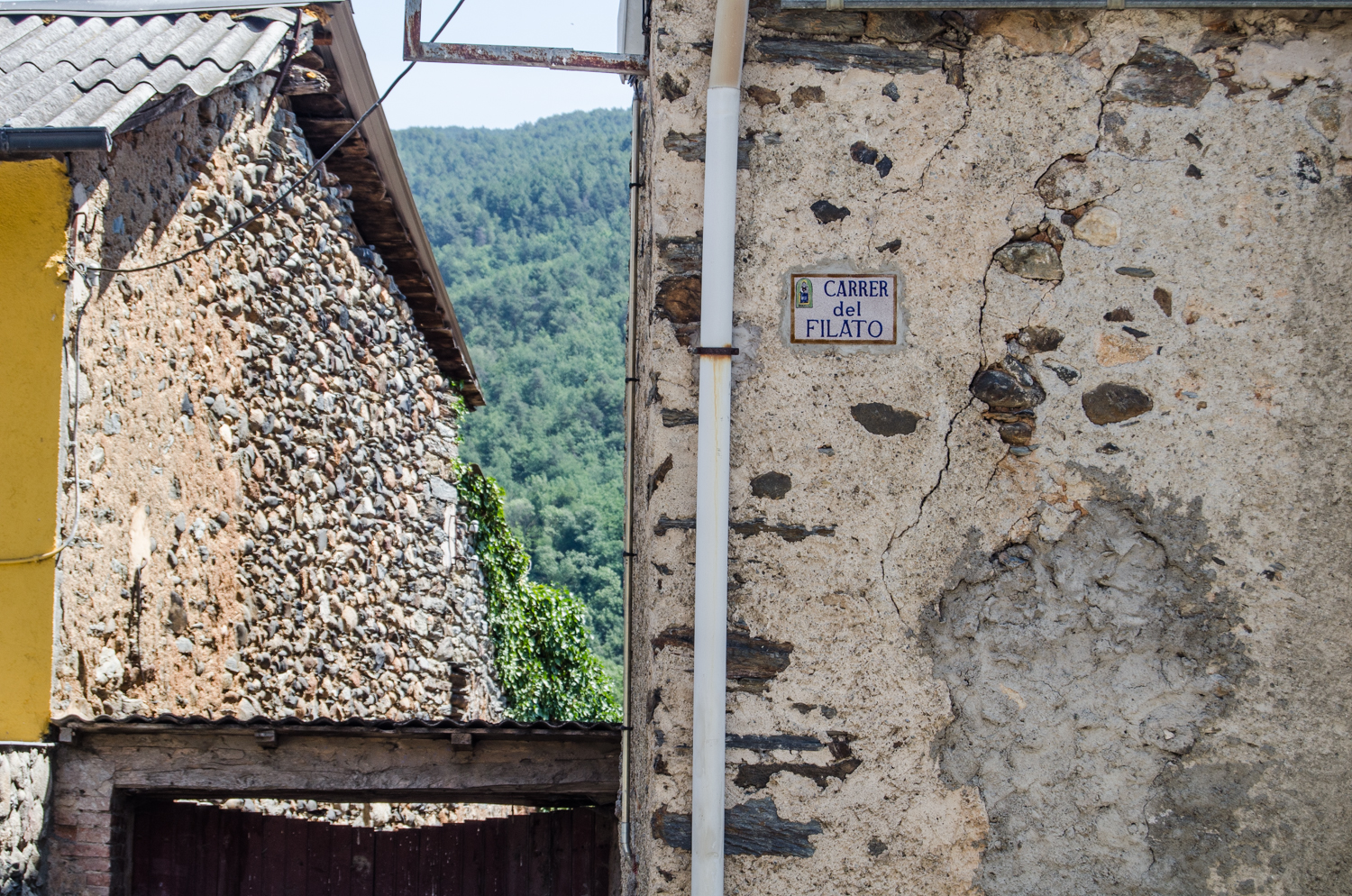
Calle del Filato.
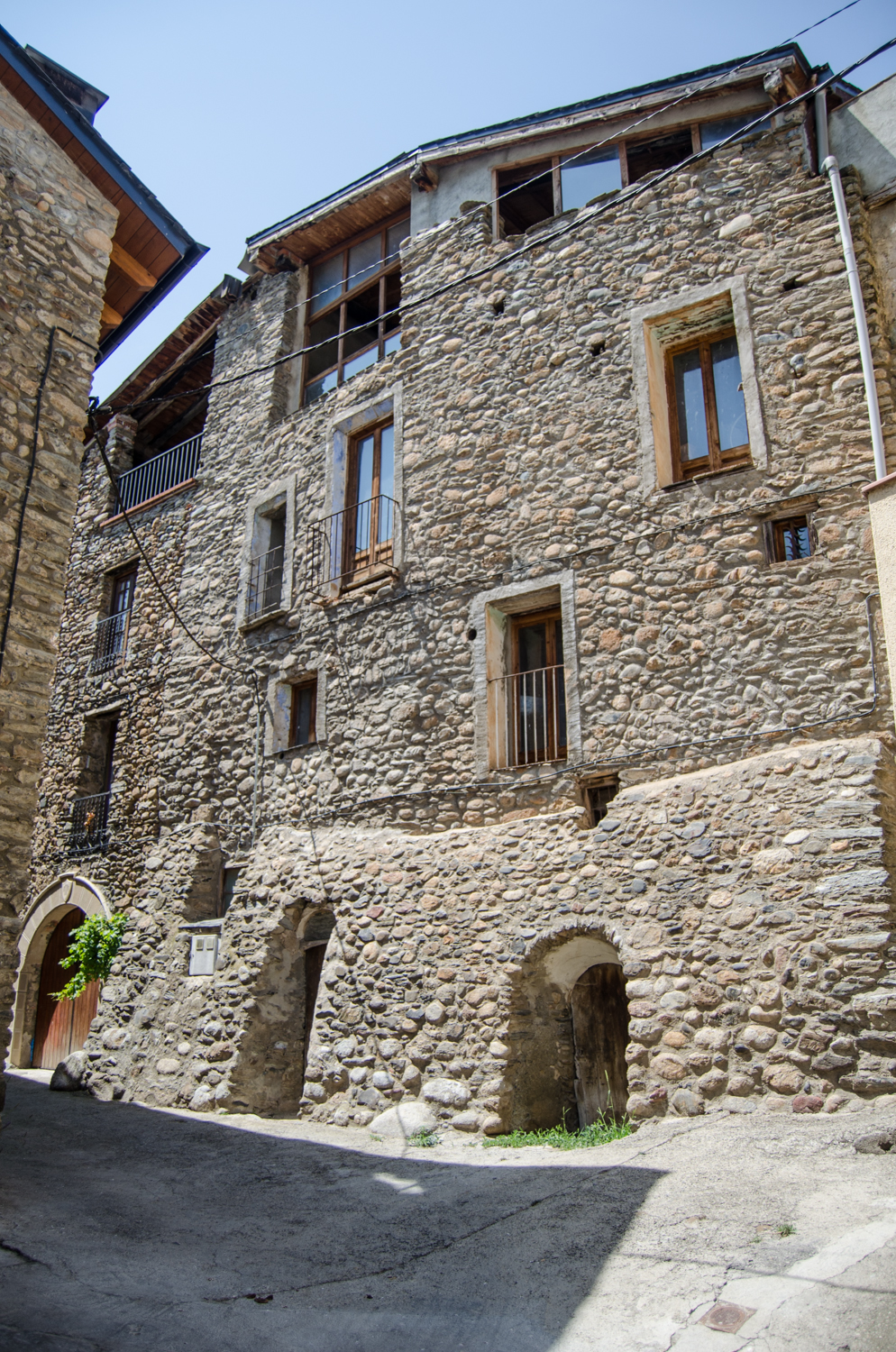
Casa con contrafuerte